# Lichenochora aipoliae
Lichenochora aipoliae är en lavart som beskrevs av Etayo, Nav.-Ros. & Coppins 2008. Lichenochora aipoliae ingår i släktet Lichenochora, ordningen Phyllachorales, klassen Sordariomycetes, divisionen sporsäcksvampar och riket svampar.   Inga underarter finns listade i Catalogue of Life.